# Cohesió estructural
Cohesió estructural és una concepció sociològica
de cohesió en grups socials. Es defineix com el mínim nombre d'actors en una xarxa social que cal eliminar per desconnectar almenys dos actors del grup restant.